# بی‌تی‌آر-۵۰
بی‌تی‌آر-۵۰ با نام ایرانی نفربر خشایار نفربر زره‌پوش آبی-خاکی ساخت شوروی است که بر مبنای تانک سبک پی‌تی-۷۶ طراحی شده‌است. بی‌تی‌آر-۵۰ یک خودروی شنی‌دار است، برخلاف دیگر نفربرهای سری بی‌تی‌آر که چرخ‌دار هستند. بی‌تی‌آر (БТР) مخفف واژهٔ روسی برونترانسپورتر (Бронетранспортер) است. این نفربر بین سال‌های ۱۹۵۴ تا ۱۹۷۰ در شوروی تولید شده و به ده‌ها کشور دیگر نیز صادر شد. لهستان و چکسلواکی نیز مدل ارتقا یافته‌ای از این نفربر را با نام اُتی-۶۲ توپاس تولید کرده‌اند. نفربر چینی تایپ ۷۷ نیز هرچند شباهت زیادی به بی‌تی‌آر-۵۰ دارد اما از روی آن کپی نشده و طراحی مستقلی دارد.

## مشخصات
بی‌تی‌آر-۵۰ حدود ۱۴٫۵ تن وزن دارد و یک موتور دیزلی به قدرت ۲۴۰ اسب بخار نیروی محرکهٔ آن را تأمین می‌کند. موتور در قمست عقب و کوپهٔ سربازان در قسمت وسط خودرو قرار گرفته و گنجایش حمل ۲۰ سرباز را دارد. زره فولادی این نفربر بین ۷ میلی‌متر در عقب تا ۱۳ میلی‌متر در جلو ضخامت دارد و فقط در مقابل گلوله‌های ۷٫۶۲ میلی‌متری و ترکش‌های کوچک مقاوم است. ارتفاع کم ۲ متر و ۳ سانتیمتری و زاویه‌دار بودن قسمت جلوی نفربر باعث می‌شود تا هدف قرار گرفتن آن از جلو دشوار باشد. بی‌تی‌آر-۵۰ به لطف بدنهٔ قایقی‌شکل و صاف خود به خوبی بر روی آب شناور می‌شود. حداکثر سرعت این خودرو بر روی آب ۱۱ کیلومتر بر ساعت و روی جاده ۴۴ کیلومتر است. تمهیدات لازم برای قرار دادن یک توپ ۵۷ یا ۸۵ م‌م در قسمت سربازان در داخل نفربر نیز در نظر گرفته شده‌است. در این حالت توپ‌ها را می‌توان هم از داخل خودرو گلوله‌گذاری و شلیک کرد یا آن‌ها را پیاده کرده و از روی زمین شلیک کرد.
بی‌تی‌آر-۵۰ تا اواخر دهه ۱۹۷۰ در ارتش شوروی فعال بود تا اینکه با خودرو جنگی پیاده‌نظام بی‌ام‌پی-۱ و نفربرهای جدیدتر سری بی‌تی‌آر جایگزین شد.
ایران در سال ۱۹۶۶ (۱۳۴۵ ه‍.ش) ۲۷۰ دستگاه از این نفربر را از شوروی خریداری کرد و با نام نفربر خشایار از آن استفاده کرد.

## کاربران
- افغانستان
- آلبانی
- الجزایر
- آنگولا
- کرواسی
- کوبا
- مصر
- فنلاند
- گینه
- مجارستان
- هند ۲۰۰ دستگاه در سال ۱۹۷۷
- اندونزی

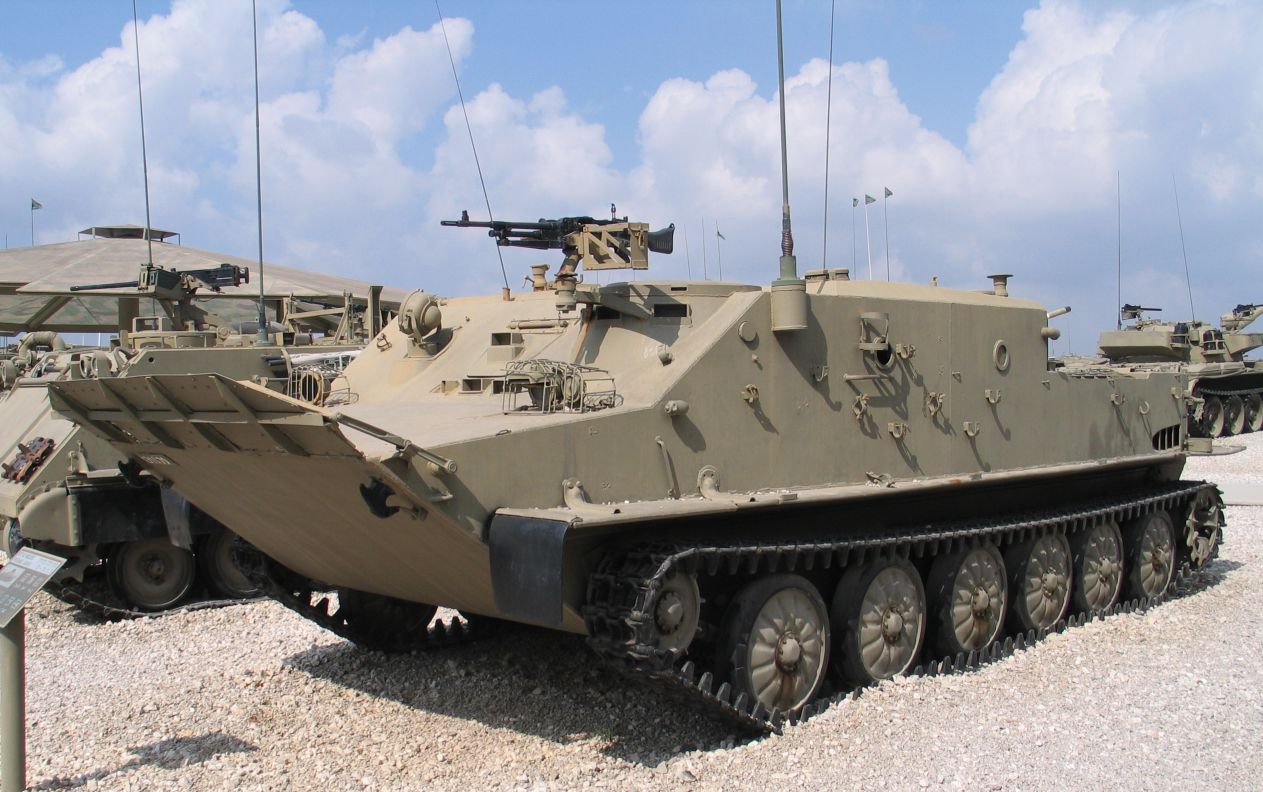
بی‌تی‌آر-۵۰ موزه‌ای در اسرائیل

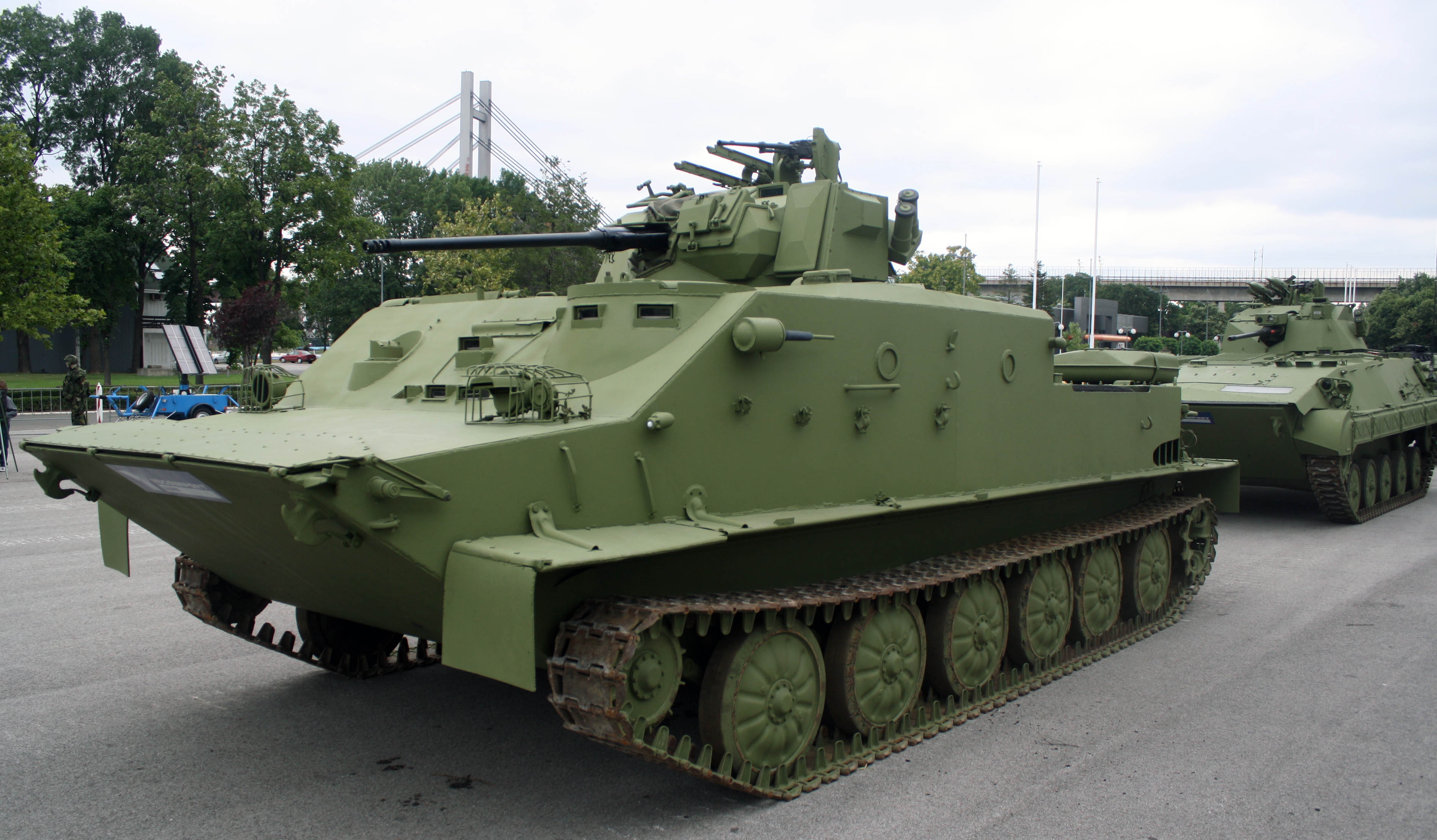
بهینه‌سازی صربستانی بی‌تی‌آر-۵۰ شامل نصب یک برجک با توپ مسلسل ۳۰ م‌م، تیربار ۷٫۶۲، دو پرتابگر موشک مالیوتکا و چهار نارنجک دودزا می‌شود

- ایران - در سال ۱۹۶۶ (۱۳۴۵ ه‍.ش) ۲۷۰ دستگاه از این نفربر را (همراه با ۳۰۰ دستگاه بی‌تی‌آر-۶۰ و ۳۰۰ دستگاه بی‌تی آر-۱۵۲) در قراردادی به ارزش ۱۱۰ میلیون دلار از شوروی خریداری کرد و با نام نفربر خشایار از آن استفاده کرد.
- قزاقستان
- لیبریا ۸ دستگاه سال ۱۹۸۷ از رومانی خریداری شد.
- لیبی
- نیکاراگوئه -
- کره شمالی
- رومانی
- روسیه به عنوان نفربر استفاده نمی‌شود اما مدل‌های فرماندهی، مهندسی و مین‌روب فعال هستند.[۲]
- صربستان - مدل فرماندهی
- اسلوونی
- سومالی - ۳۰ دستگاه در سال ۱۹۷۱
- سودان - ۵۰ دستگاه در سال ۱۹۶۸
- سوریه -
- اوکراین - مدل خودرو زره‌پوش بازیابی استفاده می‌شود.
- ویتنام -
- زیمبابوه -

### کاربران پیشین
- بلغارستان - ۷۰۰ دستگاه در سال ۱۹۵۹
- آلمان شرقی - ۲۰۰ دستگاه در سال ۱۹۵۸
- آلمان - همه اوراق شده یا به کشورهای دیگر فروخته شد.
- - ۲۵۰ دستگاه در سال ۱۹۶۸ که همگی نابود شده‌اند.
- اسرائیل - تعدادی از مصر و سوریه غنیمت گرفته شده و در جنگ یوم کیپور نیز استفاده شد. در سال ۲۰۰۲ کنار گذاشته شد.[۳][۴]
- South Lebanon Army -
- شوروی
- ویتنام شمالی - ۴۰۰ دستگاه بین سال‌های ۱۹۶۹ تا ۱۹۷۳
- یمن جنوبی -
- یوگسلاوی -